# Syllitus niger
Syllitus niger là một loài bọ cánh cứng trong họ Cerambycidae.